# 柴原紅
柴原 紅（しばはら べに、8月26日）は、フリーアナウンサー、取材リポーター。

## 人物
宮城県大崎市出身。古川女子高等学校を経て東海大学教養学部卒業後、2004年4月から2011年3月までNHK盛岡放送局で、2011年4月から2012年3月までの1年間はNHK仙台放送局で契約キャスターを務めた。その後、2012年4月からラジオセンターにうつり『つながるラジオ』（NHKラジオ第1放送）のアンカーを番組終了となる2013年3月まで務めた。
東北地方で契約キャスターを務めていた時に東日本大震災に遭遇している。震災後は被災地関連の取材を行っているほか、災害FM放送の協力のボランティアを行っている。
趣味はスポーツ観戦、水泳、スキューバダイビング。サッカー4級審判員の資格を持つ。

## 現在の担当番組
- NHKジャーナル（NHKラジオ第1、2017年‐）‐取材リポーター

## 過去の担当番組
NHK契約キャスターとしての出演番組
- NHKニュースおはよういわて（総合テレビ）
- ひるっコいわて（総合テレビ）
- おばんですいわて（総合テレビ、2006年度 - 2010年度）
- 情報パレット（総合テレビ）
- スポーツ特集「“あきらめない”を伝えたい」[3]（NHKラジオ第1、2012年12月30日放送） - 司会
- ふるさとラジオ（NHKラジオ第1、2012年4月 - 2013年3月）
- つながるラジオ（NHKラジオ第1、2012年4月 - 2013年3月）
- 私も一言!夕方ニュース（NHKラジオ第1、2013年4月 - 2015年3月）
- ちきゅうラジオ（NHKラジオ第1、2015年4月 - 2019年3月）
- 旅ラジ聖火のキセキ（NHKラジオ第1、2018年‐2019年）‐MC（不定期）

その他
- BS11ニュース（不定期→火曜日担当）

NHKラジオでの特集番組への出演
‐スポーツ
- 2020年五輪開催地決定特番！（NHKラジオ第1、2013年）‐東京会場中継リポーター
- サッカーW杯ブラジル大会！組み合わせ抽選会（NHKラジオ第1、2014年）‐中継リポーター
- サッカーW杯ブラジル大会！日本戦中継特番（NHKラジオ第1、2014年）‐パブリックビューイングリポーター
- 音楽で楽しむ冬のオリンピック（NHKラジオ第1、2014年）‐司会
- トップアスリートを支えるキーマン！名勝負の裏側を探る（NHKラジオ第1、2014年）‐進行、取材
- リオへ！世界の壁を越えていく（NHKラジオ第1、2016年）‐進行、取材
- リオデジャネイロオリンピック中継（NHKラジオ第1、2016年）‐パブリックビューイングリポーター
- Love☆フィギュアミュージック！～氷上のキラメキをあなたに～（NHKラジオ第1、2016年）‐進行、企画
- 2020東京オリンピック・パラリンピック　成功には何が必要か？（NHKラジオ第1、2017年）‐進行、取材
- 山口香プレゼンツ！2020サポーター宣言！親子DEスポーツ（NHKラジオ第1、2017年）‐進行、取材
- 2020挑戦ラジオ！相撲が拓く平和への架け橋（NHKラジオ第1、2018年）‐進行
- サッカーW杯ロシア大会！ベルギー戦直前SP（NHKラジオ第1、2018年）‐進行
- Love☆フィギュアミュージック！～平昌五輪直前SP～（NHKラジオ第1、2018年）‐進行、企画

### 報道
- 終戦特集　僕たちとあの夏（NHKラジオ第1、2014年）‐ナレーション
- 震災5年　ラジオが果たす役割とは（NHKラジオ第1、2016年）‐ナレーション
- 水俣病事件60年　現代への問いかけ（NHKラジオ第1、2016年）‐ナレーション
- アメリカ大統領選挙（NHKラジオ第1、2016年）‐ナレーション

### 情報・バラエティ
- 夏だ！あまちゃん！じぇじぇじぇ旅！（NHKラジオ第1、2013年）‐進行、取材
- 鉄分補給！トレインストリーム（NHKラジオ第1、2015年、2016年、2017年）‐司会
- 篠田麻里子のお悩み相談室（NHKラジオ第1、2015年）‐司会
- こんな制度あり？！ニッポンのオモシロ会社（NHKラジオ第1、2016年、2017年）‐司会
- 成人の日特集　失敗のススメ！（NHKラジオ第1、2017年）‐進行